# Френкише-Рецат
Френкише-Рецат (нем. Fränkische Rezat) — река в Германии, протекает по Средней Франконии (земля Бавария). Речной индекс 24211. Площадь бассейна реки составляет 456,00 км². Длина реки — 77,25 км. Высота истока 452 м. Высота устья 342 м.